# Catapicephala splendens
Catapicephala splendens är en tvåvingeart som beskrevs av Macquart 1851. Catapicephala splendens ingår i släktet Catapicephala och familjen spyflugor. Inga underarter finns listade i Catalogue of Life.